# Убийство Салазара
«Убийство Салазара» (англ. Cartels; альтернативное название — англ. Killing Salazar) — американский боевик режиссёра Киони Ваксмана. Премьера состоялась 30 апреля 2016 года. Фильм вышел сразу на DVD.

## Сюжет
Главарь мафии Салазар решает инсценировать собственную смерть, дабы выйти из своего криминального бизнеса. Его охраняют сотрудники отдела по борьбе с наркотиками по программе защиты свидетелей. Однако за голову Салазара назначена солидная награда и за ним начинается охота.

## В ролях
| Актёр                  | Роль                               |
| ---------------------- | ---------------------------------- |
| Стивен Сигал           | Джон Харрисон                      |
| Люк Госс               | майор Том Дженсен                  |
| Жорж Сен-Пьер          | Бруно Синклер                      |
| Даррен Э. Скотт        | майор Джон Скоковски               |
| Флорин Пьерсик младший | Иосиф Салазар, глава русской мафии |
| Мартин Аргент          | Аманда Чавес                       |
| Клаудиу Блеонц         | Эмилиан                            |